# Privilegiu

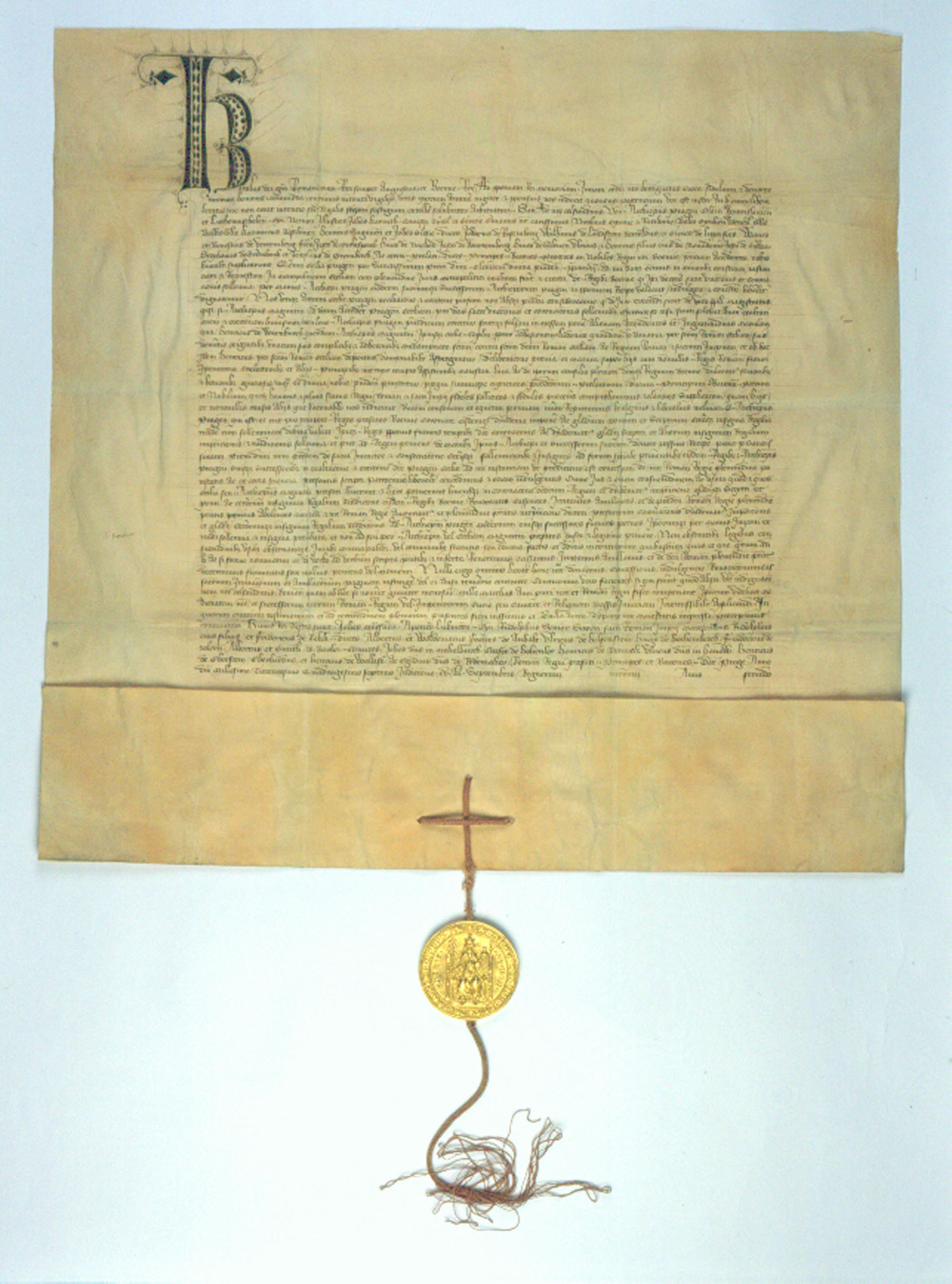
Privilegiul emis de împăratul Carol al IV-lea, prin care dreptul de încoronare a regelui Boemiei le era rezervat arhiepiscopilor de Praga.

Privilegiul (în latină privilegium - „lege specială”, „privilegiu”) este un drept conferit unui individ sau unui grup de persoane.

## Semnificația termenului
Termenul latin privilegium este alcătuit din cuvintele privus („individual”, „separat”) și lex („lege”, „reglementare”). Dreptul roman se referea inițial la privilegii ca fiind decizii juridice ce afectau o singură persoană și nu un grup ori totalitatea cetățenilor romani. Așadar, din punct de vedere juridic, privilegiul era o decizie care se referea la un caz special. Caracterul măsurii legale a rămas inițial deschis, nefiind relevant dacă privilegiul conținea un drept sau o obligație. În timpul Republicii Romane, hotărârile legale ale legiuitorului, denumite în general privilegia, nu reprezentau legi sau decrete generale ci conțineau o excepție de la regula generală.
Mai târziu s-a dezvoltat definiția juridică, valabilă și astăzi, conform căreia un privilegiu desemnează prerogativa acordată unui individ (sau unui grup de indivizi) prin grația legiuitorului. Actele juridice care afectează negativ pe cel pentru care au fost emise nu mai sunt acoperite de acest termen (deși privilegiul poate fi legat desigur de anumite condiții ce trebuiau îndeplinite). În acest sens, cuvântul privilegium este folosit în Corpus Juris Civilis al lui Iustinian ca termen generic pentru un drept singular ius singulare (dreptul unui individ).
Exemple de privilegiu roman sunt: legea lui Pompei asupra imperiului și permisiunea lui Cicero de a se întoarce din exil.
În secolul al XIX-lea și începutul secolului al XIX-lea termenul a fost folosit, de asemenea, în dreptul comercial cu sensul unui brevet sau al unei concesiuni.
În sociologie se vorbește din când în când despre un așa-numit „privilegiu negativ”. Acest termen este folosit în special în legătură cu oportunitățile educaționale ale unor medii individuale.
În domeniul educației privilegiile sunt numite avantajele de care se bucură un copil în casa părintească, care nu sunt necesare pentru ca acesta să crească sănătos, dar care sunt acordate de părinți urmând dorința copilului.

## Evoluția istorică

### Evul Mediu și Epoca modernă timpurie
Extinderea conceptului de privilegiu la grupuri sau la un teritoriu, moștenirea privilegiilor și limitarea conținutului privilegiilor reprezintă evoluții din perioada următoare căderii Imperiului Roman.
În Evul Mediu și în perioada modernă timpurie, emiterea unui privilegiu (sub forma unei certificat) pentru o persoană sau pentru grupuri de persoane, asigura acestora un avantaj în raport cu ceilalți indivizi. Esența privilegiului consta în faptul că noua entitate juridică creată era permanentă și putea fi și moștenită. Doar în cazuri excepționale (de ex. abateri disciplinare sau lipsa de loialitate a beneficiarului) privilegiul putea fi revocat. Totuși au existat până în perioada modernă privilegii (de ex. cele anuale) care trebuiau reconfirmate.
Privilegiile puteau fi acordate de acele persoane cărora le era permis să acorde supușilor drepturi sau proprietăți. Aceștia erau în primul rând împăratul (respectiv regele) și papii. De asemenea, un proprietar putea acorda privilegii unuia dintre supușii săi, de exemplu, eliberându-l de munca obligatorie (corvoada).
Subiectul privilegiilor medievale erau foarte variat: donații făcute supușilor, acordarea monopolurilor, acordarea dreptului de a bate monedă sau de a purta o stemă, scutirea de dobânzi și de prestarea unor servicii, acordarea jurisdicției unui teritoriu. Chiar și întemeierea unei universități se număra printre privilegii. Dreptul de cetate reprezenta, de asemenea, un privilegiu, deoarece locuitorii cetății primeau o întreagă serie de drepturi. Printre altele, cetățenii orașelor erau persoane libere.
Suma tuturor privilegiilor acordate stărilor sociale ale unui teritoriu de-a lungul timpului a stat la baza constituțiilor din perioada modernă timpurie. Ele defineau relația dintre teritoriu și principe prin restrângerea drepturilor suveranului în favoarea stărilor. În perioada absolutismului, stările au pierdut multe privilegii în favoarea principilor.
Privilegiilor extinse li se adăugau nenumărate privilegii speciale. În orașele reședință întreprinzătorii concurau pentru titlul de furnizor privilegiat al Curții. În industria tipografică, privilegiile erau acordate pentru lucrări tipărite individual - o poziție vizată în special pentru cărțile mari care implicau investiții mari în editură. Suveranul care acordase privilegiul amenința cu pedeapsa în cazul tipăririi de copii ilegale. (În cazul „normal” al tipăririi ilegale, rămânea la latitudinea vânzătorilor de cărți să identifice între ei „oaia neagră” și să sancționeze încălcarea regulii.)

### Secolele al XIX-lea și al XX-lea
În sensul egalității în drepturi a tuturor oamenilor, privilegiile sunt privite mai critic. Birgit Rommelspacher definește privilegiul ca opusul discriminării: discriminarea creează privilegiul, iar privilegiul creează discriminare. În mod special privilegiile dobândite prin naștere sunt excluse în Constituția Republicii Federale Germania prin articolul 3 aliniatul 3: „Nimeni nu poate fi discriminat sau favorizat datorită sexului, descendenței, rasei, limbii, patriei și originii, credințelor, opiniilor religioase sau politice. Nimeni nu poate fi dezavantajat din cauza handicapului său.”.

### Secolul al XXI-lea
În capitolul al IV-lea al Cărții I, dreptul canonic admite până în prezent posibilitatea acordării unui privilegiu ca semn de clemență în favoarea anumitor persoane și distinge privilegiul nelimitat al dispensei pe perioada ei de valabilitate.
Privilegiile standard în dreptul obiectiv includ printre altele, dreptul special al circulației rutiere în Germania și dreptul special de proprietate în condominiu în Elveția și Liechtenstein.
Conform Critical Whiteness Studies (o cercetare interdisciplinară inițiată în Statele Unite al Americii, concentrată pe aspectele culturale, istorice și sociologice ale oamenilor identificați ca fiind albi) faptul că „populația albă” nu este discriminată rasial, este descris ca un privilegiu injust care trebuie conștientizat prin muncă educațională anti-rasistă.